# Flora de Colombia

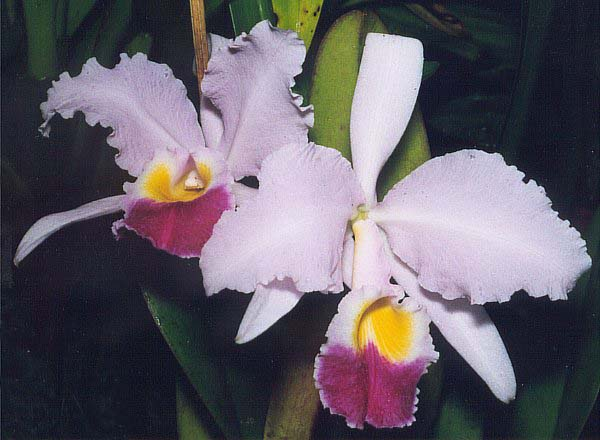
La orquídea Cattleya trianae es la flor Nacional de Colombia.

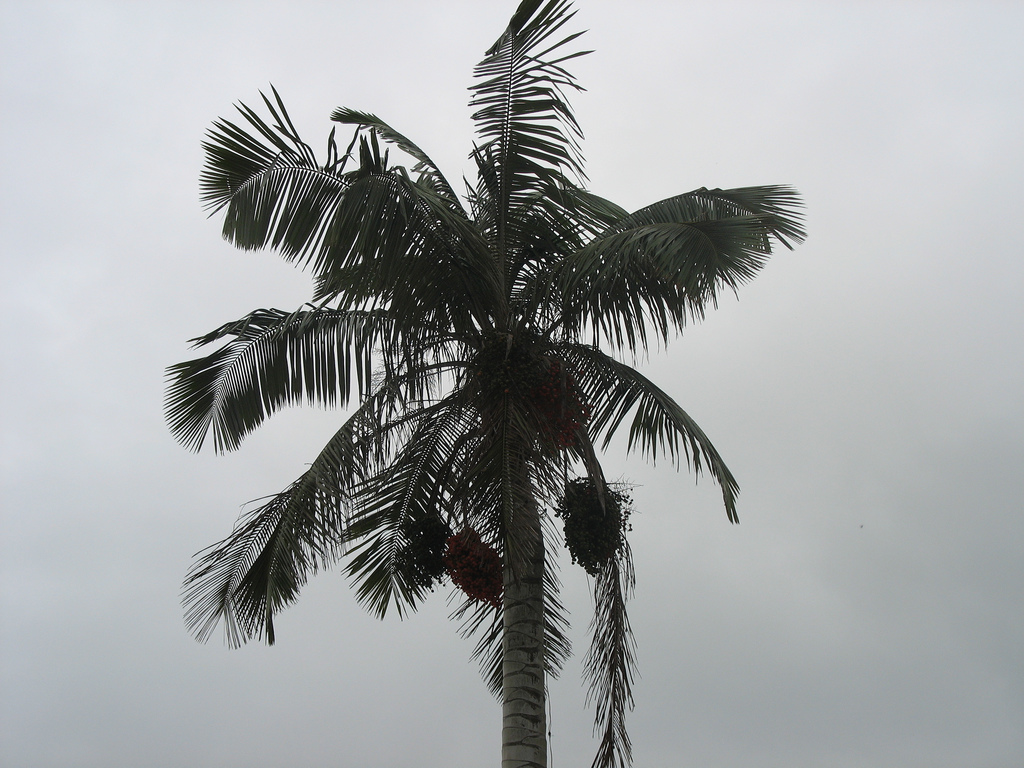
El árbol nacional de Colombia, Ceroxylon quindiuense (Palma de cera) en el Valle de Cocora, inmediaciones de Salento, Colombia.

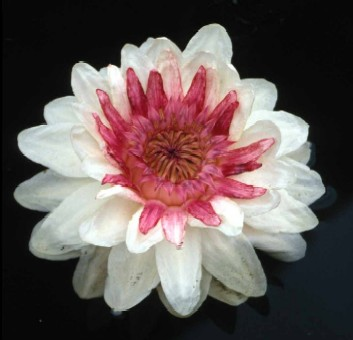
La flor Victoria cruziana o Victoria regia en la cuenca del Amazonas.

Colombia al ser un país del trópico tiene una gran representación de grupos taxonómicos en fauna y flora típica del área a la que se suman variedades de migraciones de fauna de distintas partes del planeta por la variedad de ecosistemas. Colombia posee el 62.99% de los páramos sudamericanos, siendo así, uno de los países con mayores áreas húmedas y con alta fluidez de ríos a lo largo y ancho del país a nivel mundial. Colombia presenta biomas de páramo, selvas amazónicas, vegetación herbácea arbustiva de cerros amazónicos, bosques bajos y catingales amazónicos, sabanas llaneras, matorrales xerofíticos y desiertos, bosques aluviales, bosques húmedos tropicales, bosques de manglar, bosques y vegetación de pantano, las sabanas del Caribe, bosques andinos y bosques secos o subhúmedos tropicales. Con esta variedad Colombia se posiciona como uno de los 19 países megadiversos del mundo.
Colombia posee entre 40.000 y 45.000 especies de plantas, lo que equivale al 10 o 20% del total de especies de plantas a nivel mundial, considerado muy alto para un país de tamaño intermedio ya que toda África al sur del Sáhara contiene cerca de 30.000 especies, y Brasil, que cubre una superficie 6,5 veces mayor que la de Colombia, posee 55.000. Ocupa el tercer lugar en número de plantas vasculares endémicas. Alberga más de 50.000 especies de flores. En plantas carnívoras alberga algunas de los géneros Drosera, Pinguicula, Utricularia,entre otras. Colombia es considerado uno de los países con más variedad de ecosistemas en el mundo.

## Árboles
Muchos de los árboles colombianos son especies en peligro porque son de la mayor calidad de maderas, y demasiado codiciadas por la industria maderera.

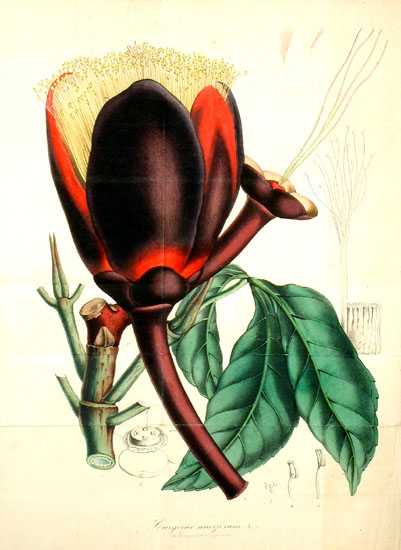
Pekea-nut tree (Caryocar nuciferum).

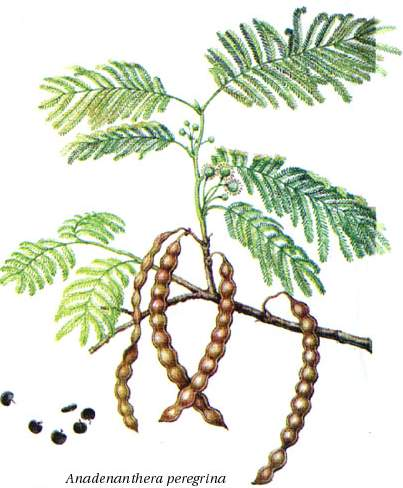
Yopo tree (Anadenanthera peregrina).

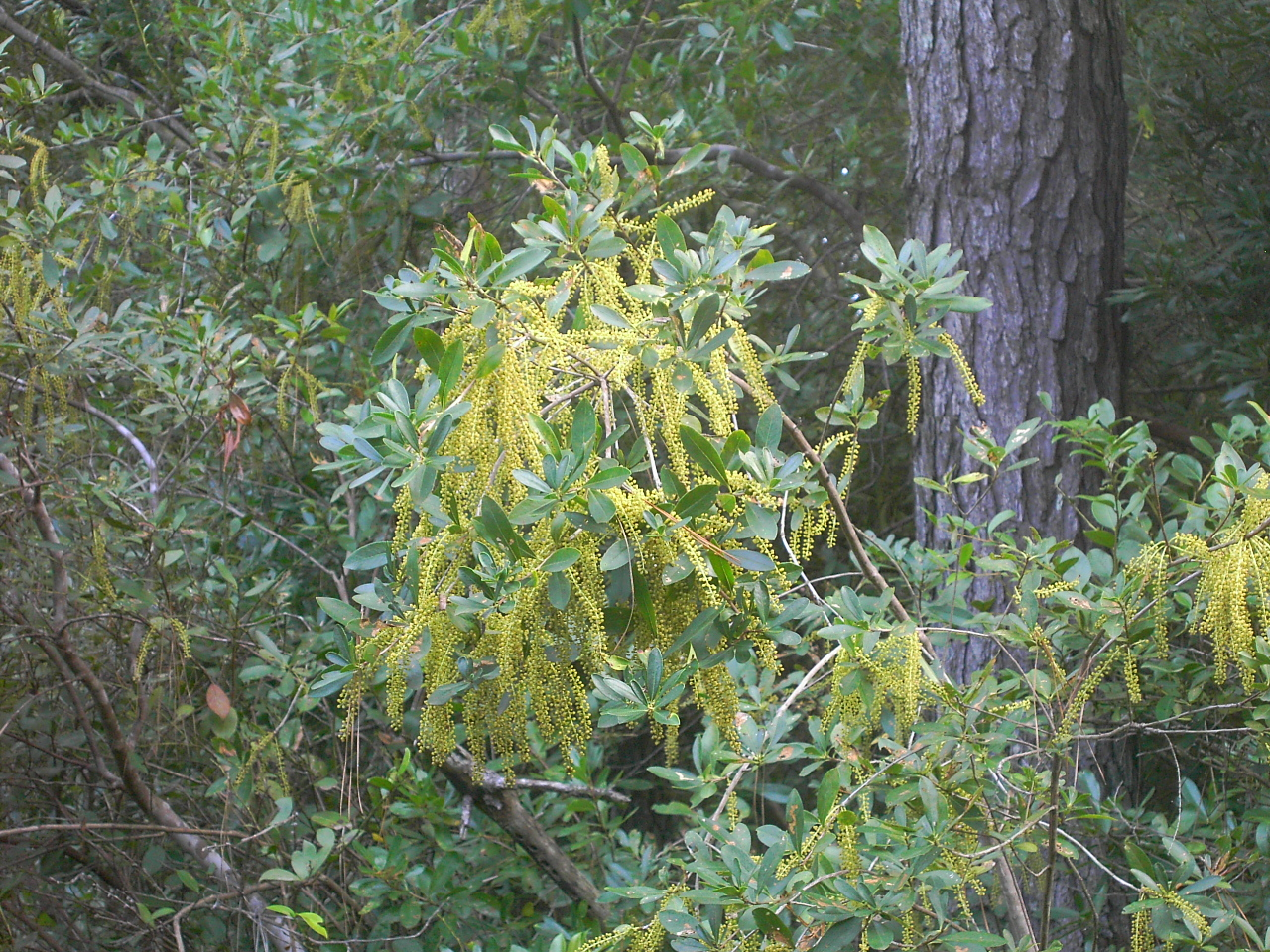
Cyrilla racemiflora.

Algunas especies son:
- Aniba perutilis
- Blakea granatensis
- Bonnetia holostyla
- Bulnesia carrapo
- Borojoa patinoi
- Caryocar nuciferum
- Caryodaphnopsis cogolloi
- Casearia megacarpa
- Coccothrinax argentata
- Cryosophila kalbreyeri
- Cyathea incana
- Cyrilla
- Chelyocarpus dianeurus
- Dendropanax colombianus
- Esenbeckia alata
- Feijoa (Acca sellowiana)
- Guaiacum officinale
- Garcia nutans
- Gonolobus condurango
- Graffenrieda grandifolia
- Hirtella enneandra
- Huberodendron patinoi
- Hampea thespesioides
- Henriettella goudotiana
- Humiriastrum melanocarpum
- Itaya amicorum
- Macrosamanea consanguinea
- Matisia cordata
- Neosprucea sararensis
- Platonia
- Pourouma cecropiifolia
- Quararibea asterolepis
- Ouratea tumacoensis
- Reinhardtia
- Simaba cedron
- Syagrus smithii
- Tessmannianthus quadridomius
- Trigonobalanus excelsa

## Frutas

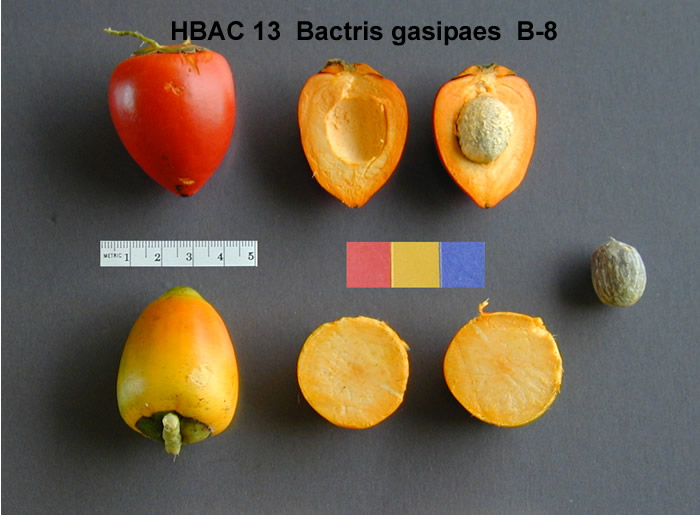
Chontaduro (Bactris gasipaes)
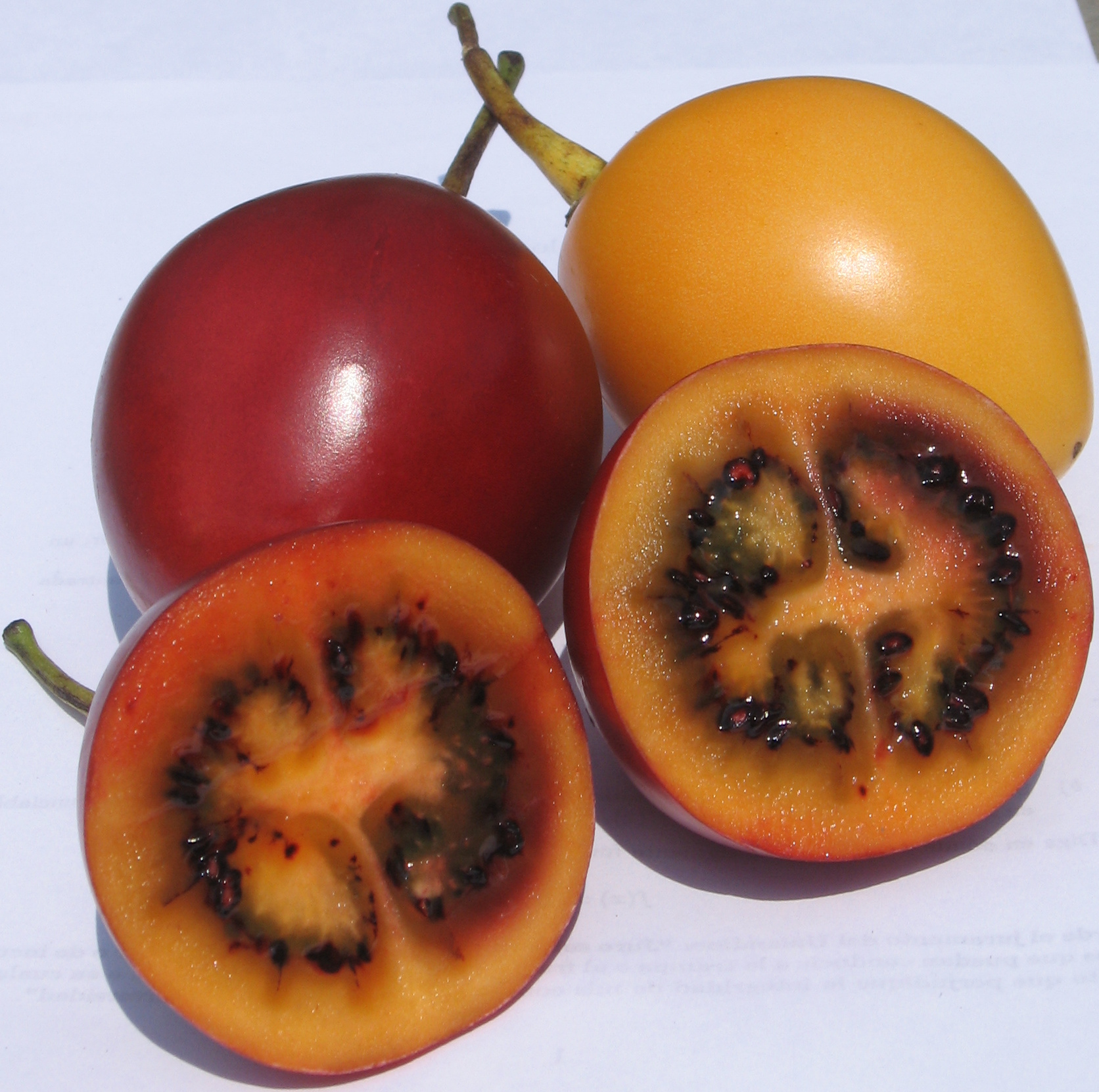
Tomate de árbol o tamarillo (Solanum betaceum)
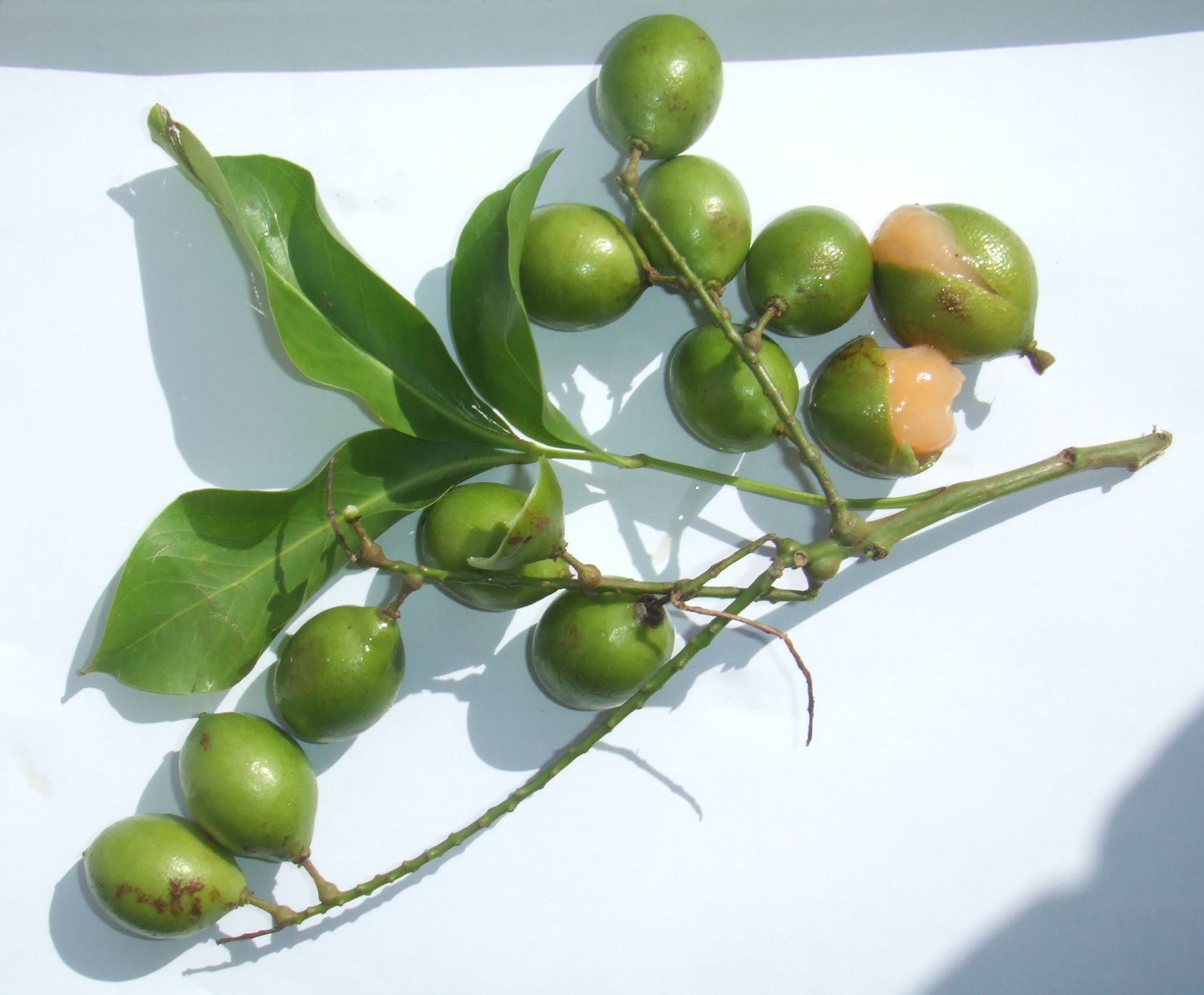
Mamoncillo (Melicoccus bijugatus)
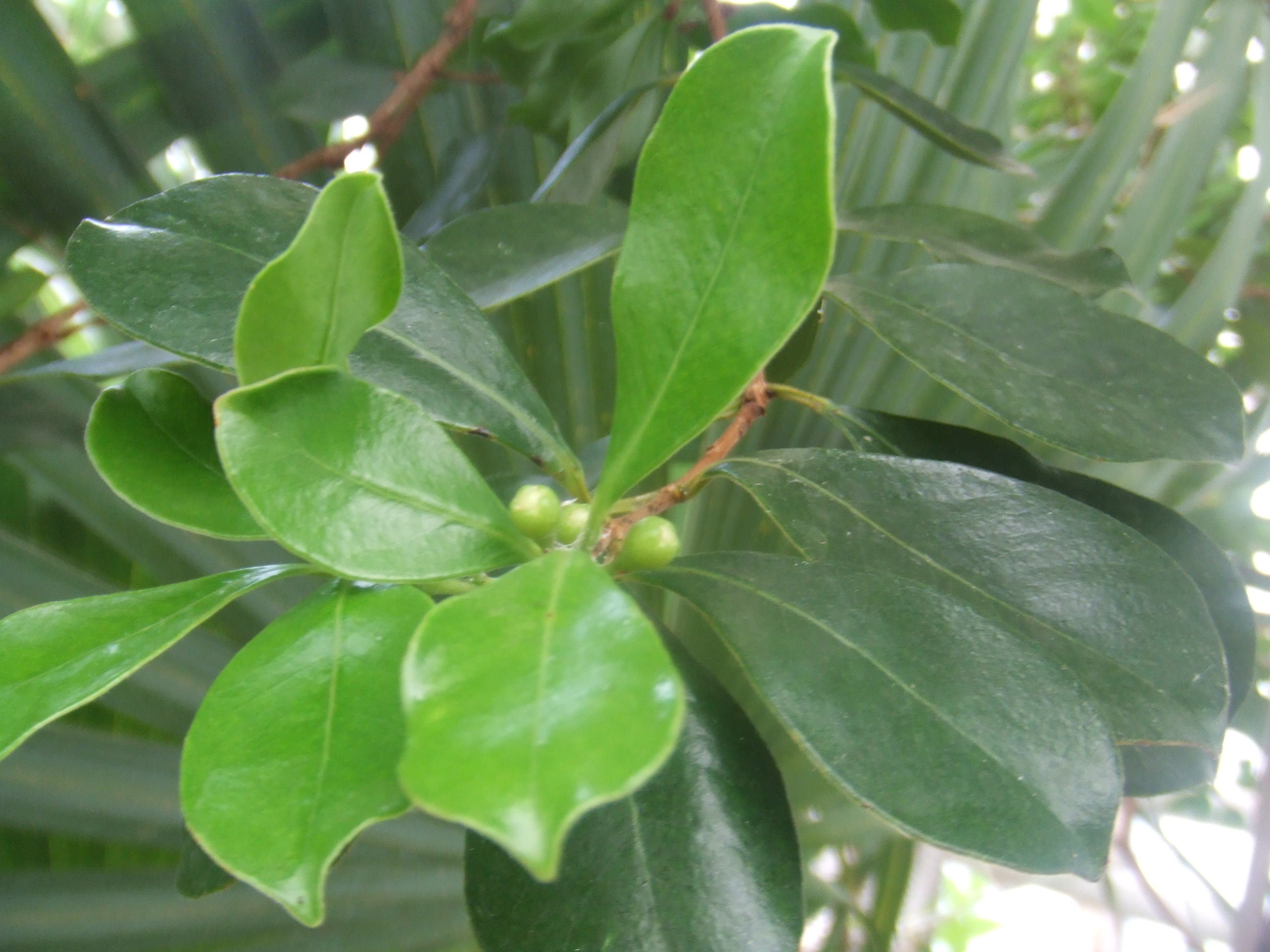
Arazá (Psidium cattleianum)
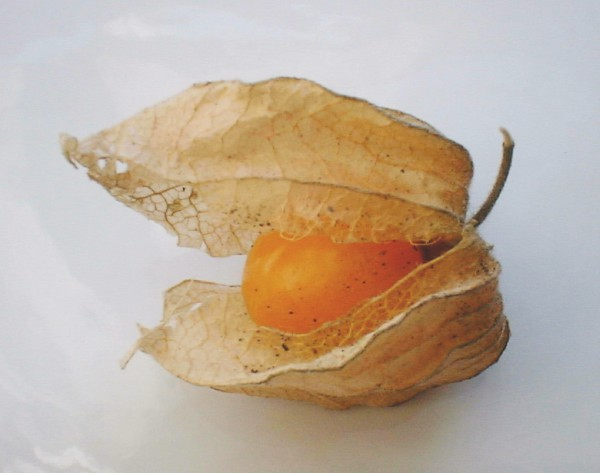
Uchuva (Physalis edulis)
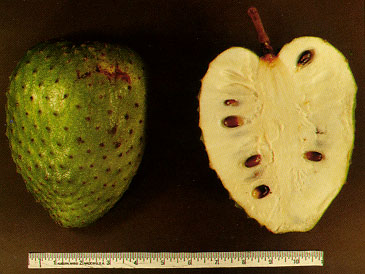
Guanabana (Annona muricata)
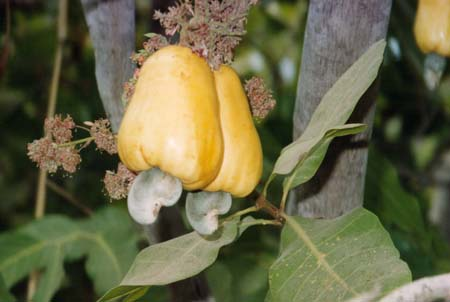
Marañon (Anacardium occidentale)
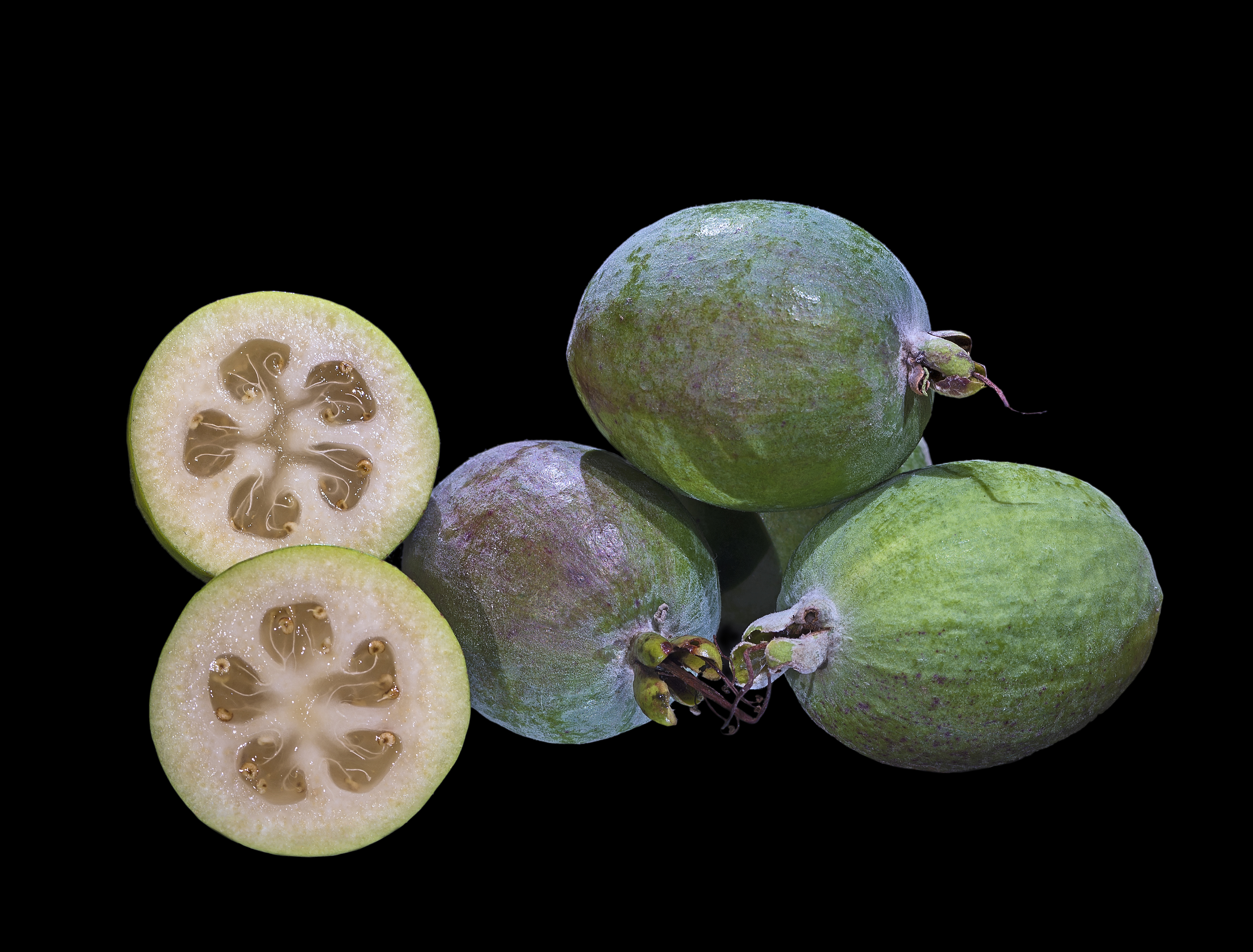
Freijoa (Acca sellowiana)
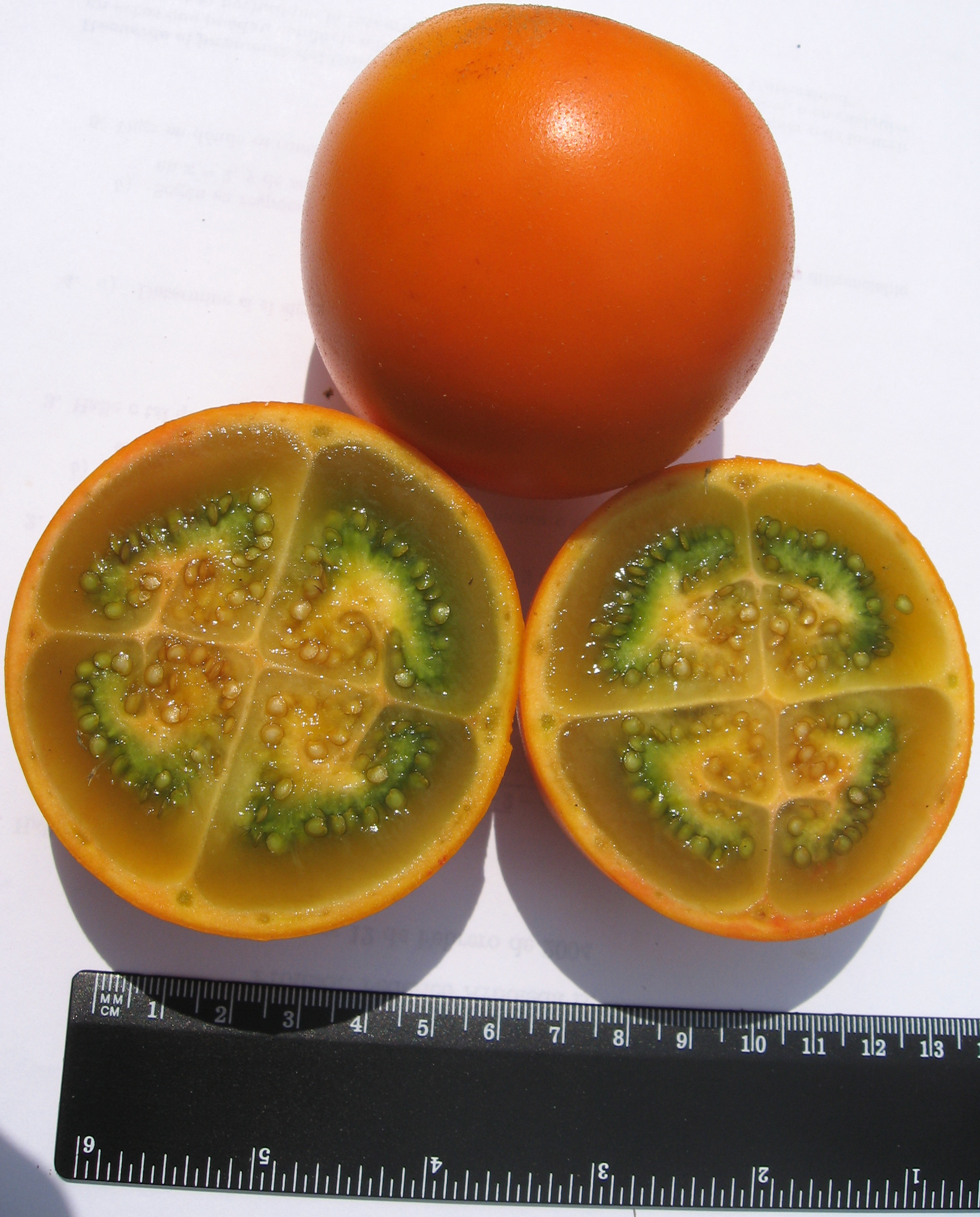
Lulo o Naranjilla (Solanum quitoense)
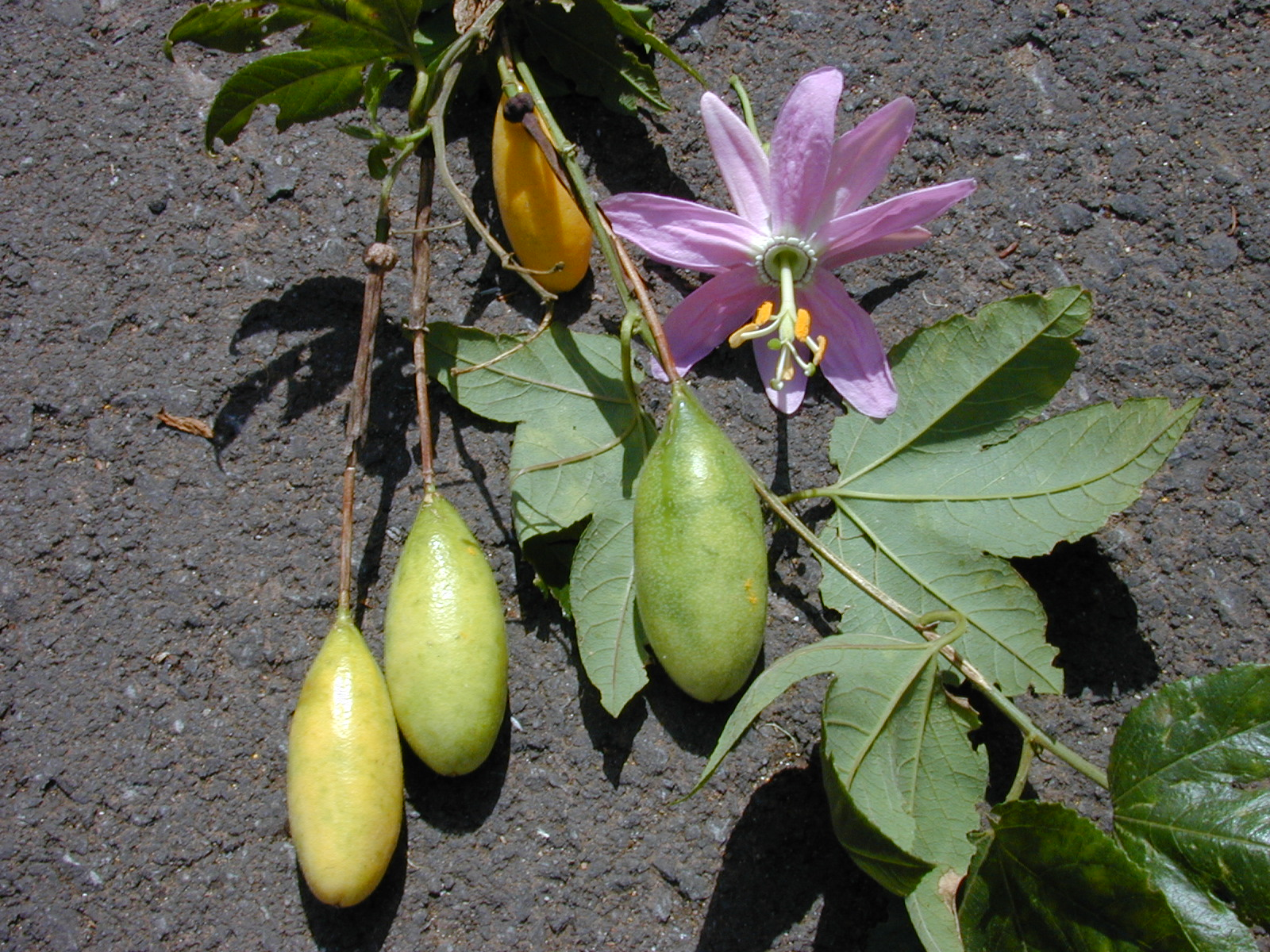
Curuba
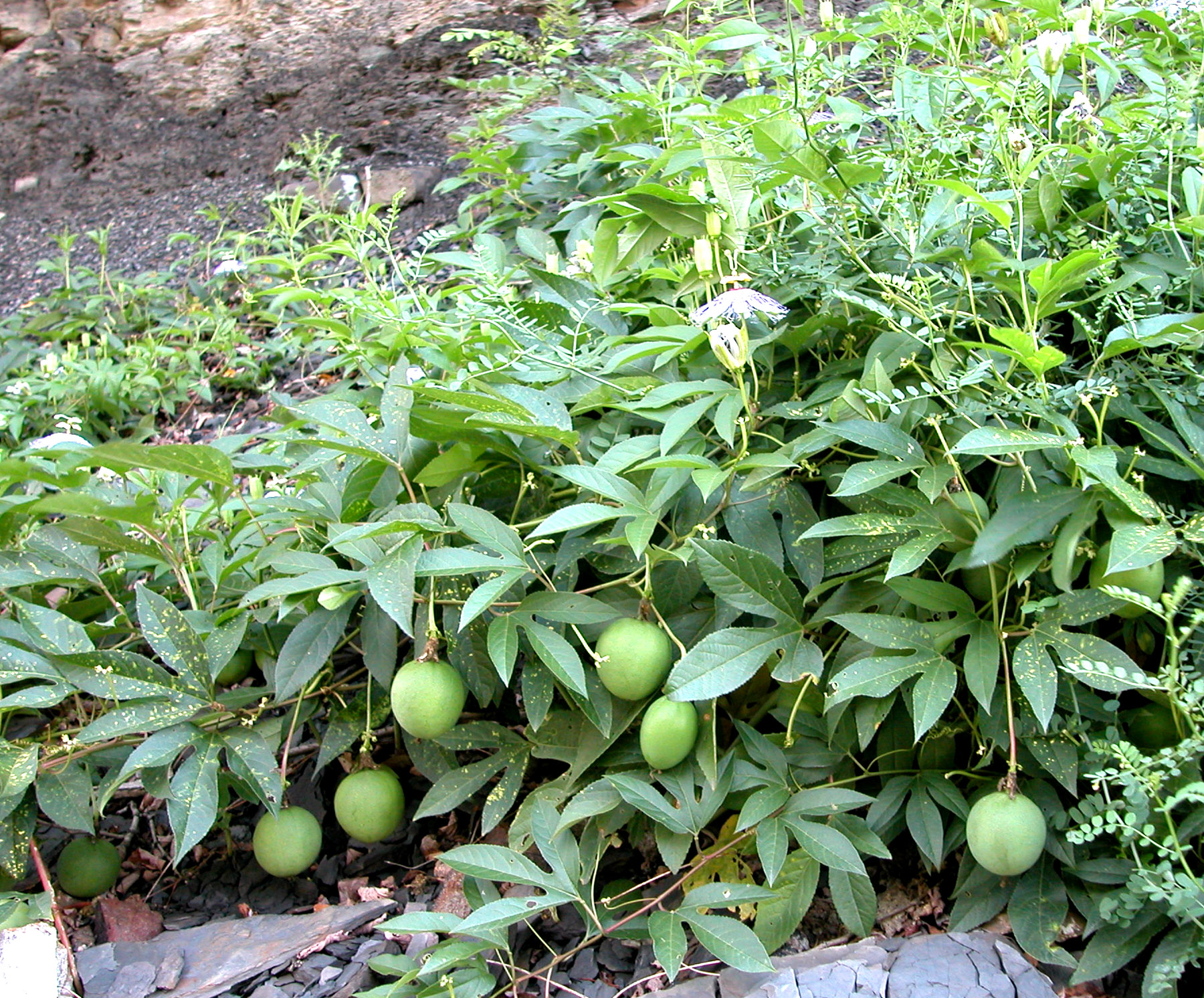
(Passiflora incarnata)
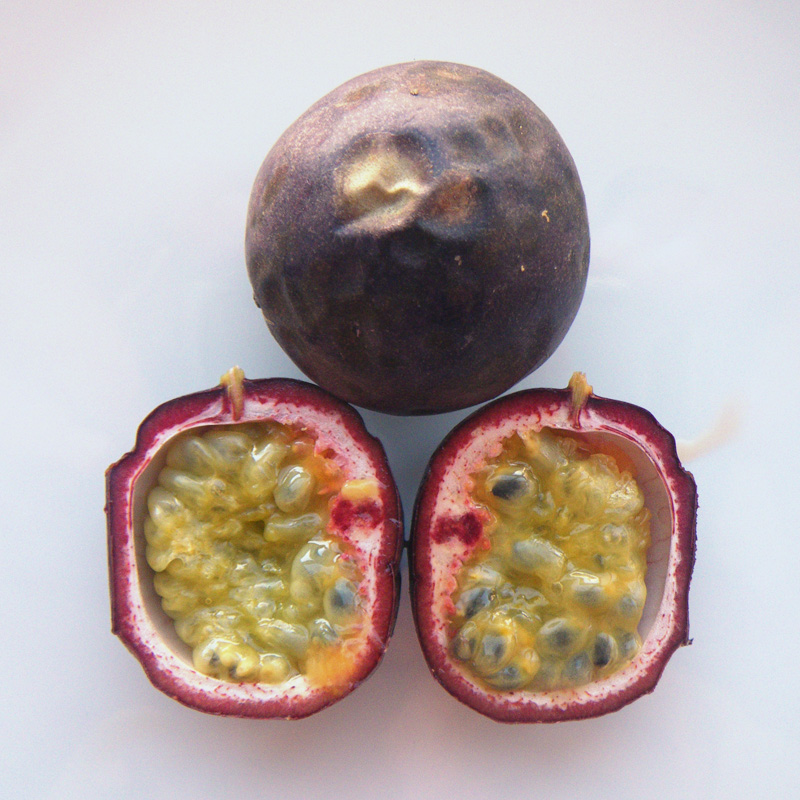
Gulupa (Passiflora edulis)

## Flora general

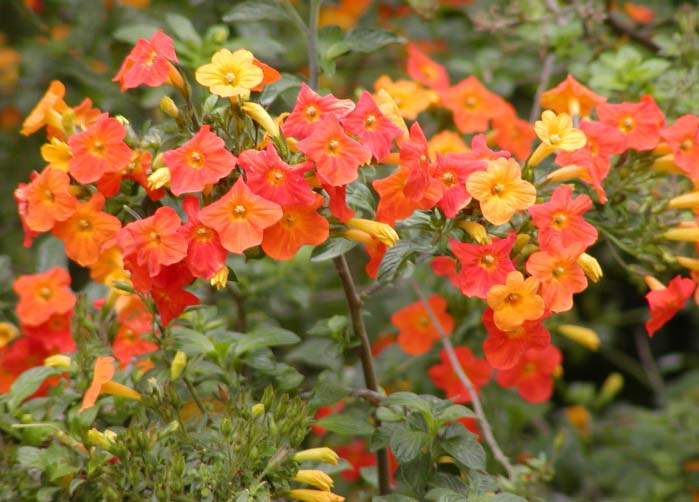
(Streptosolen jamesonii).

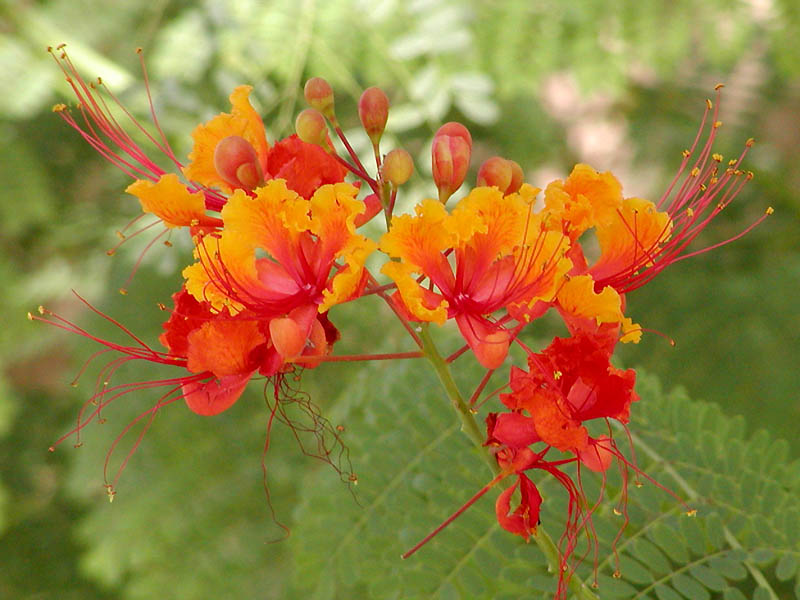
El Caesalpinia pulcherrima era sagrado para las culturas precolombinas.

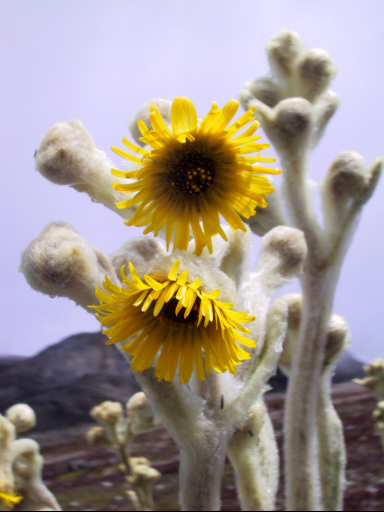
Espeletia schultzii.

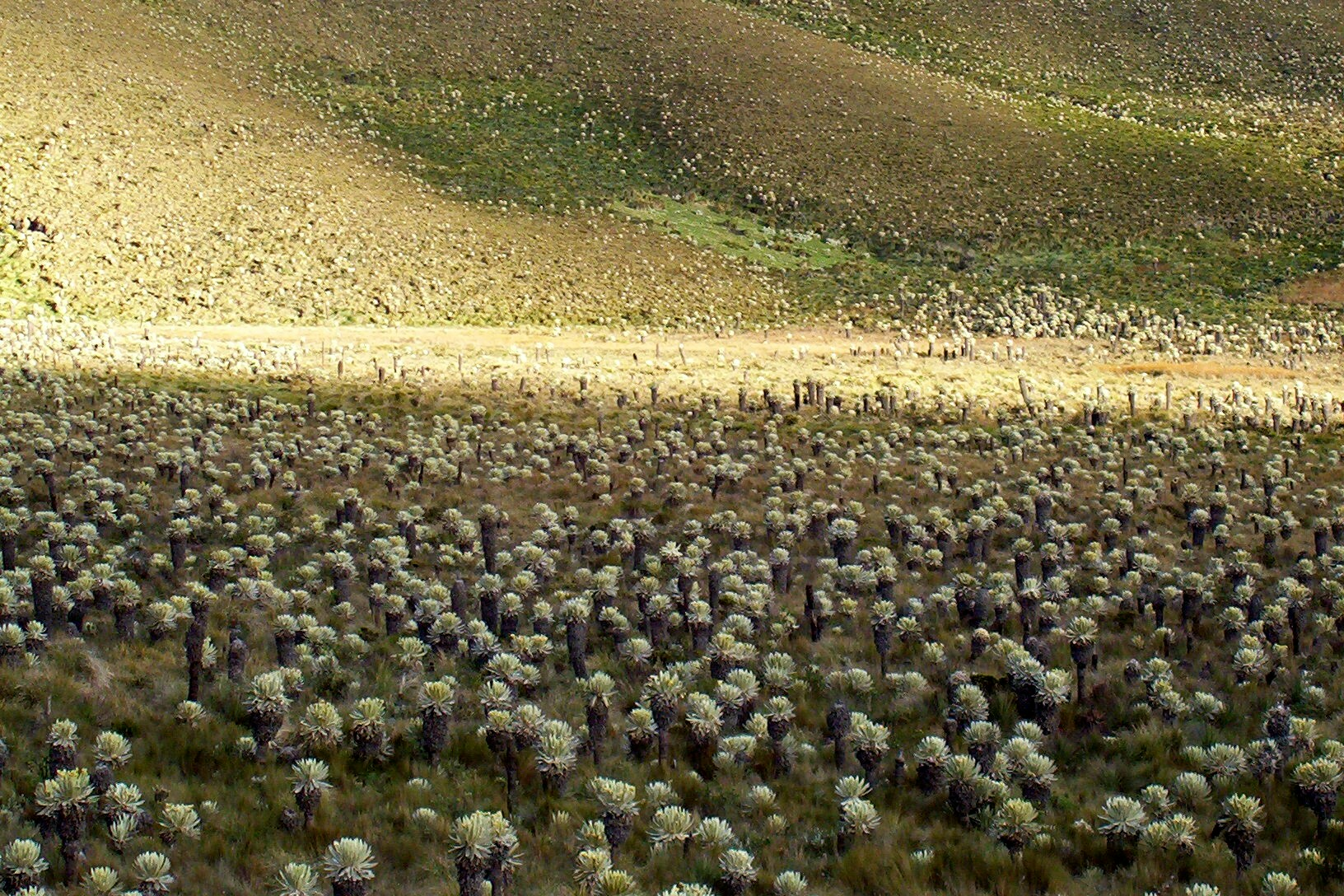
Espeletia pycnophylla.

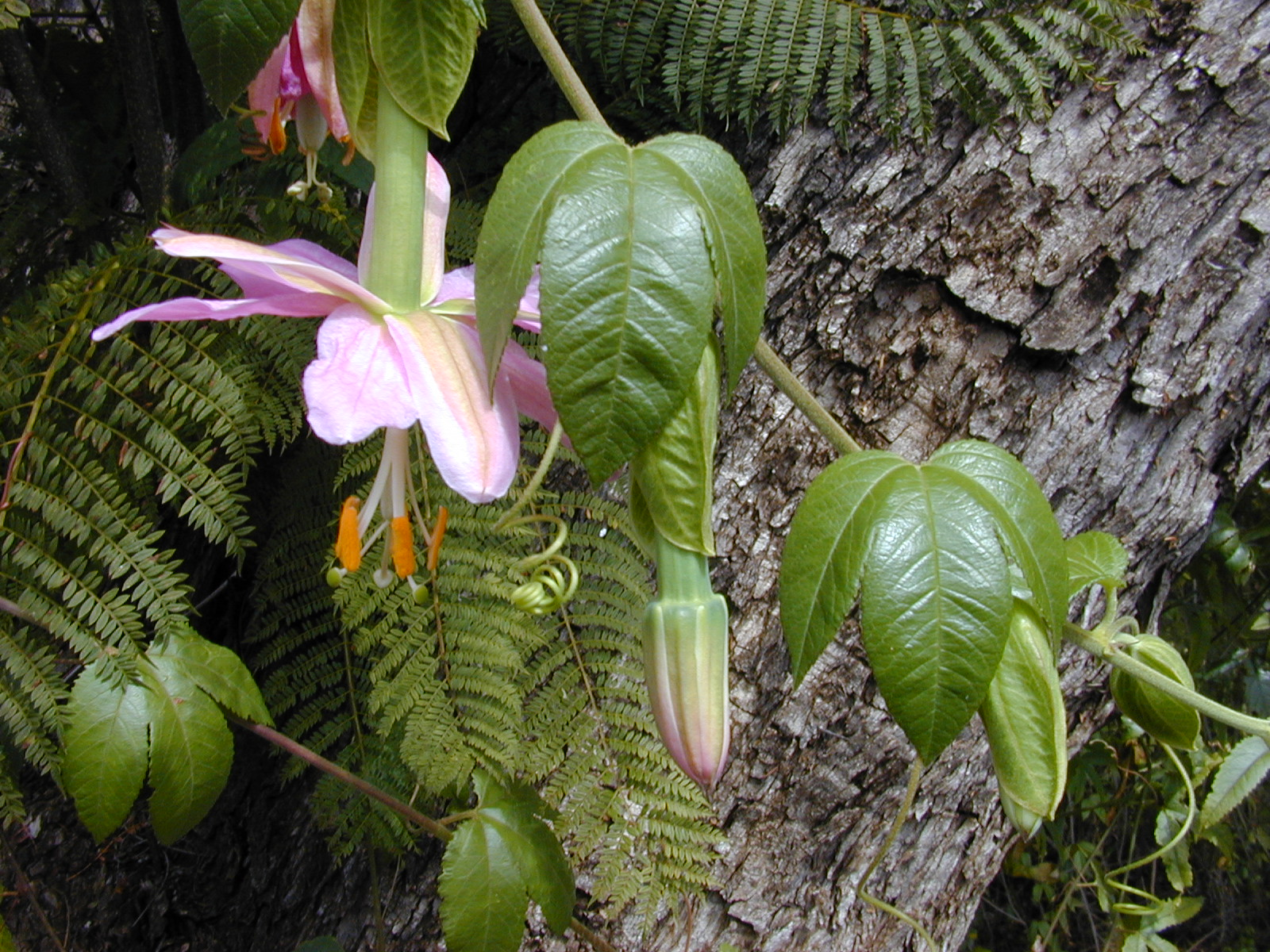
Passiflora tarminiana.

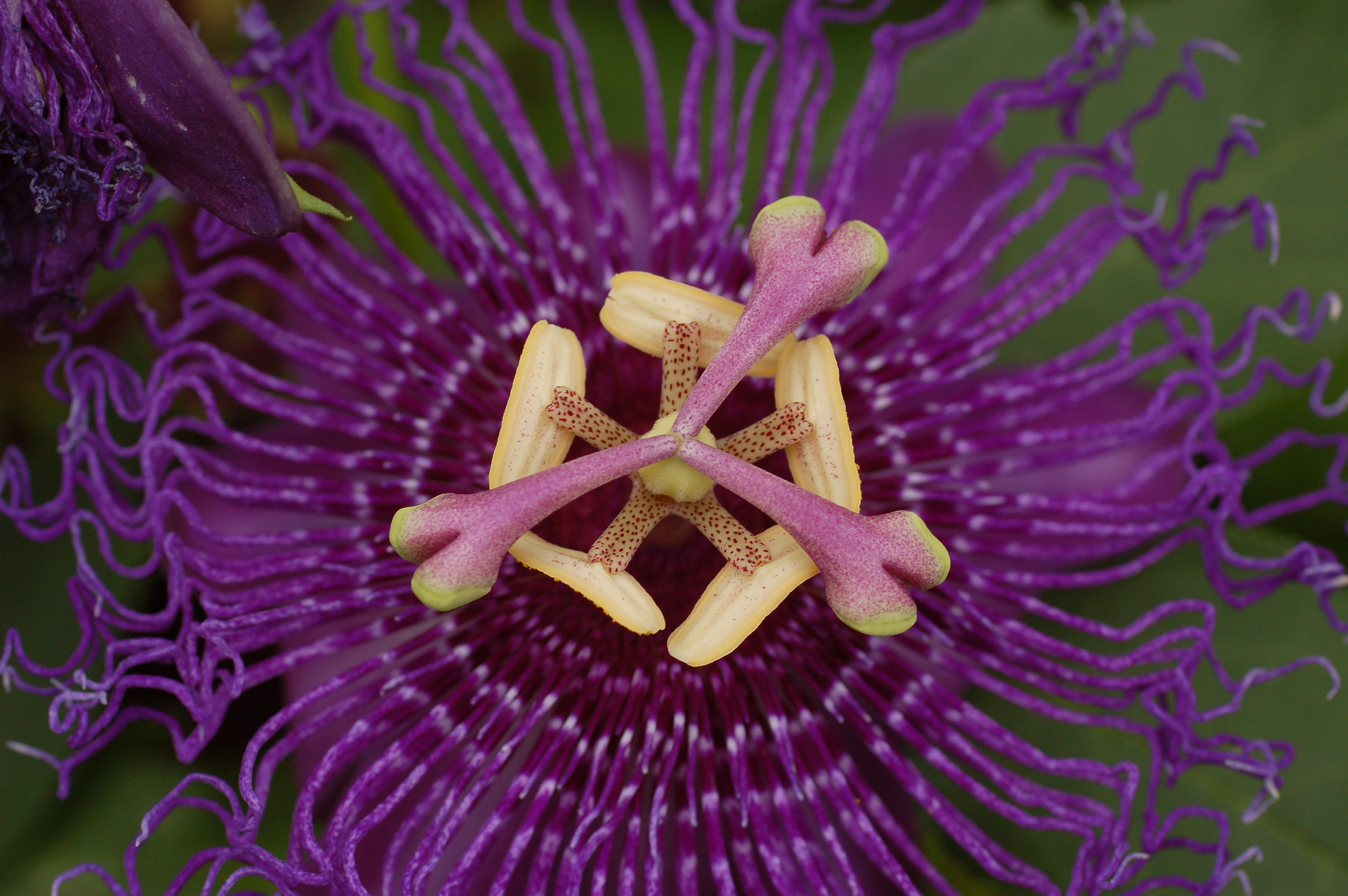
Flor de la pasión.

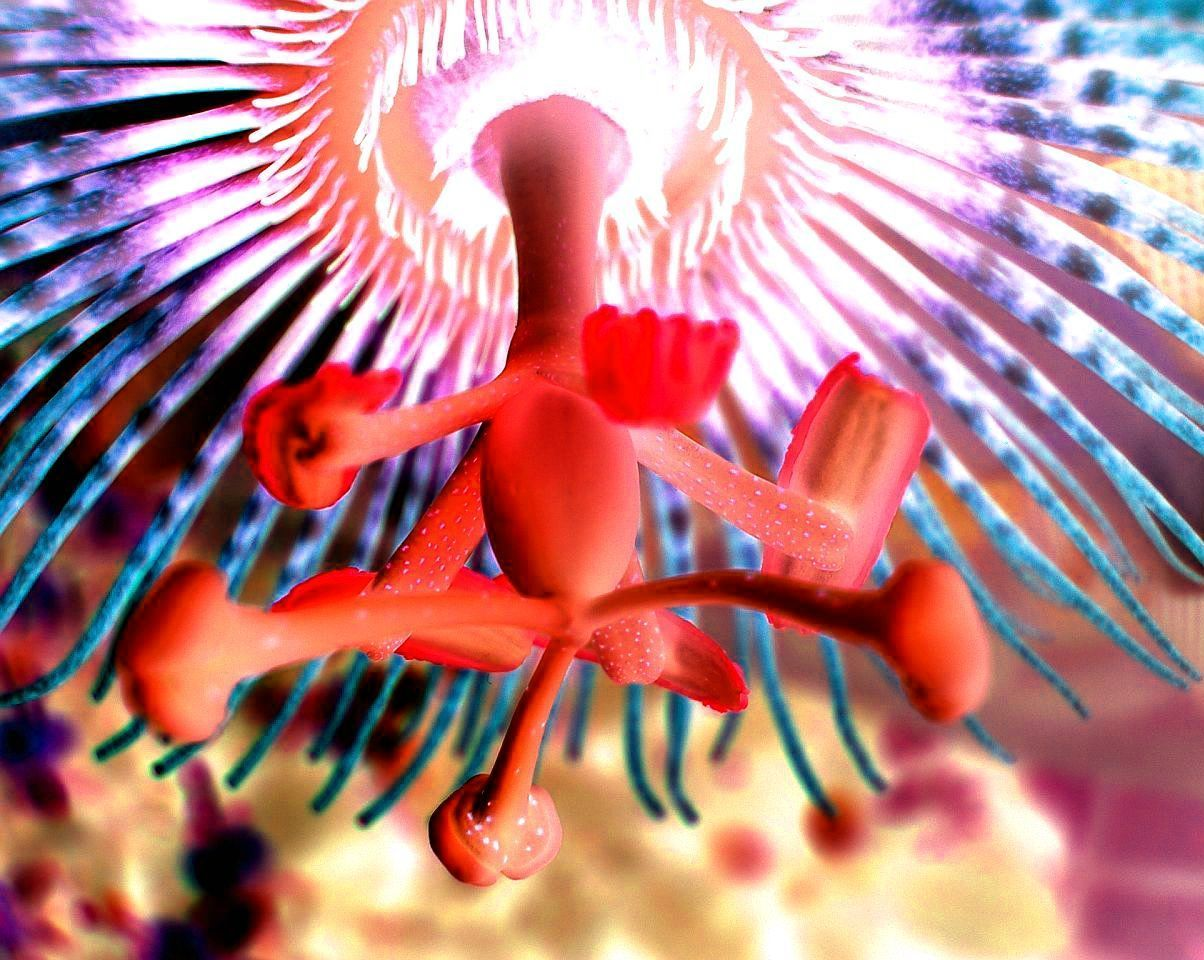
Flor de la Pasión naranja.

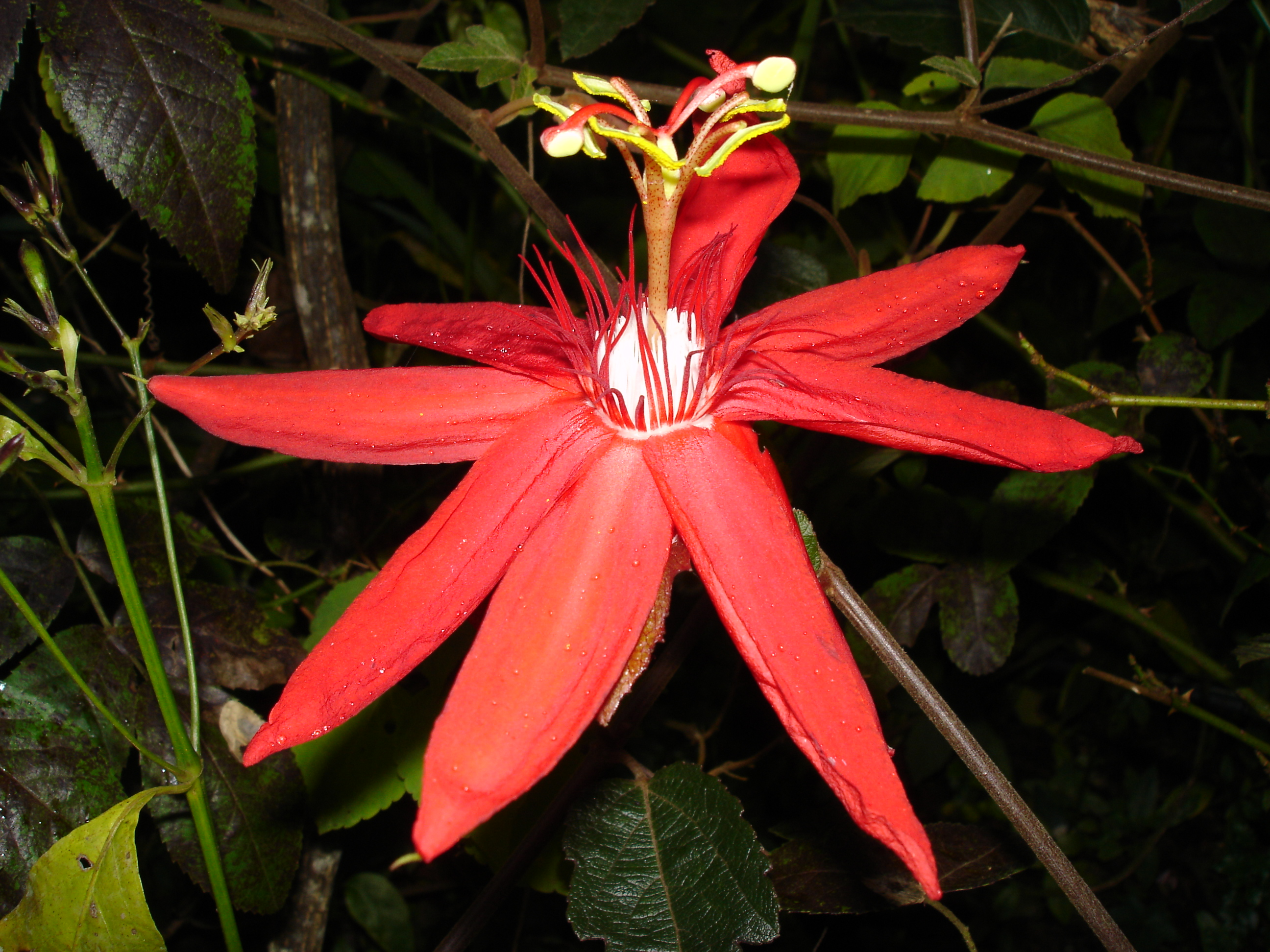
Passiflora coccinea.

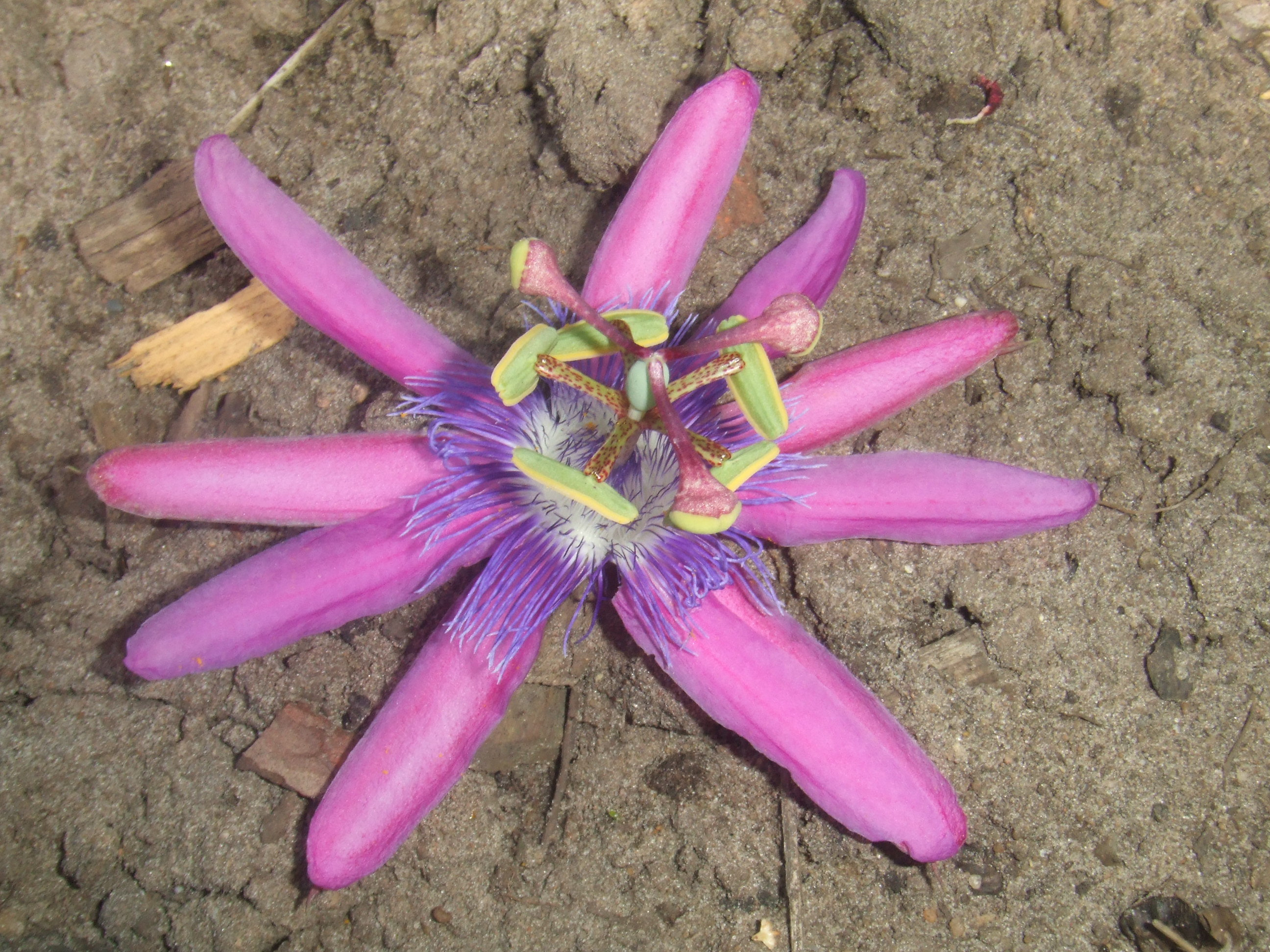
Passiflora loefgrenii.

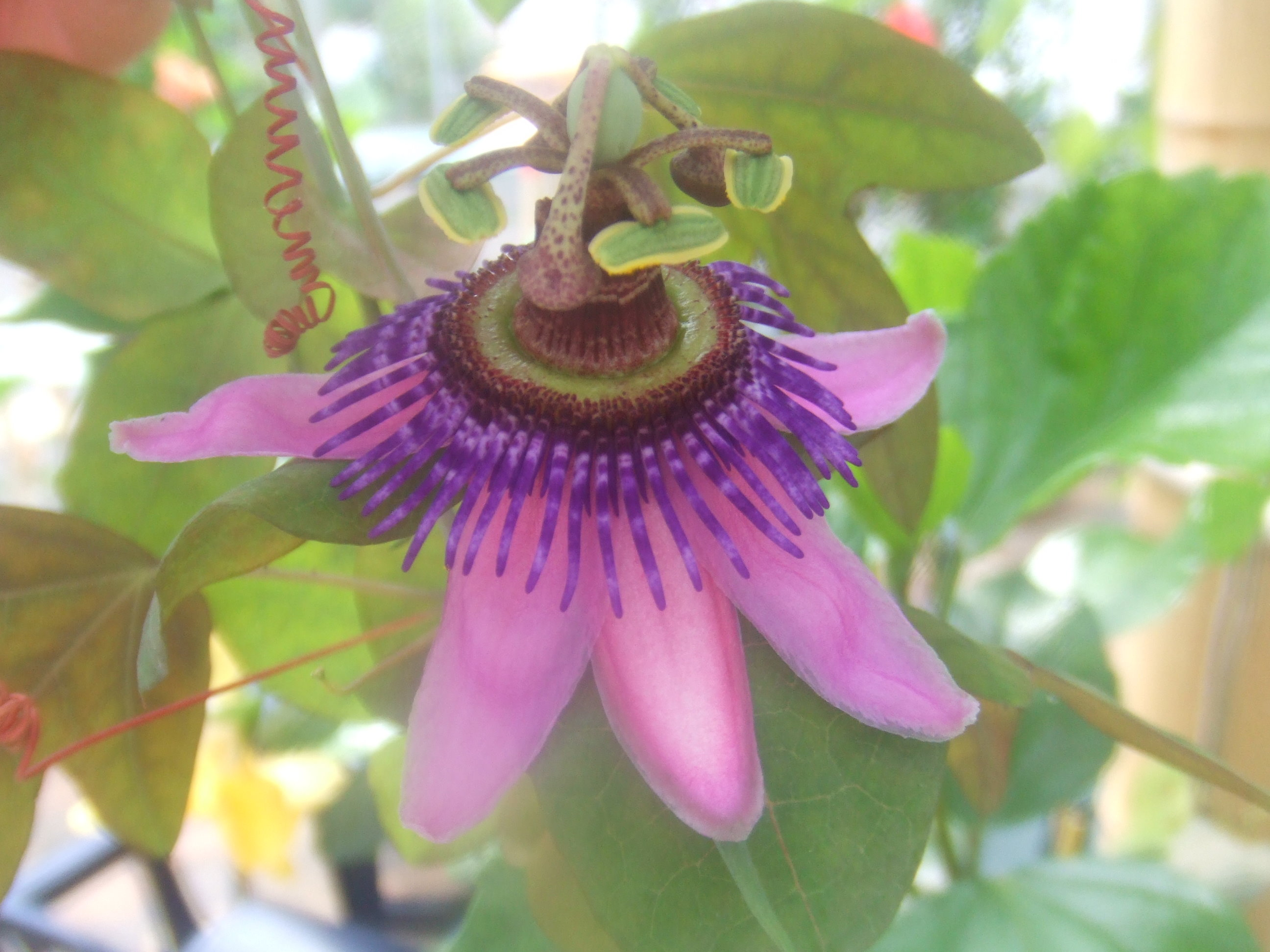
Passiflora picturata.

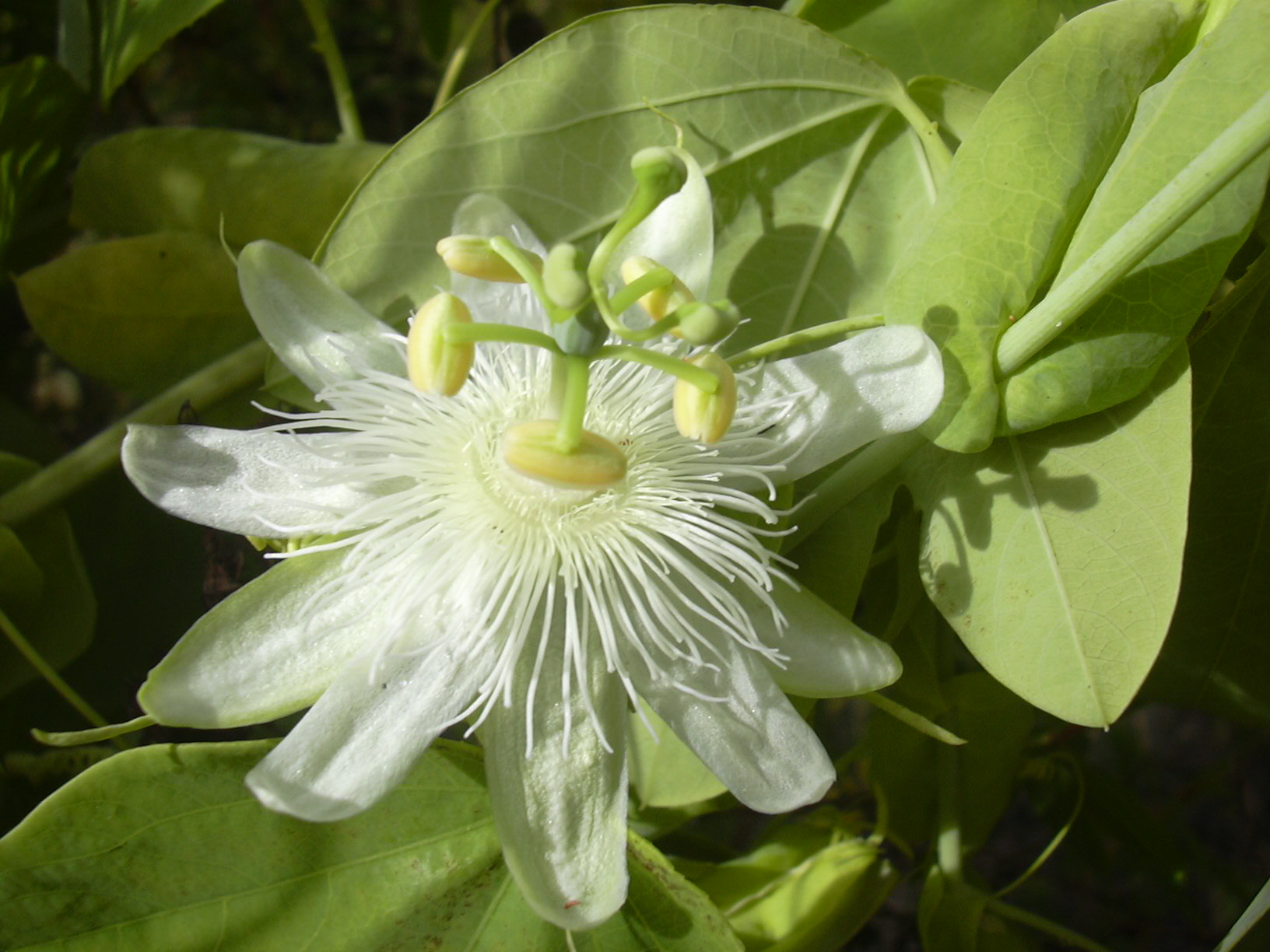
Passiflora subpeltata.

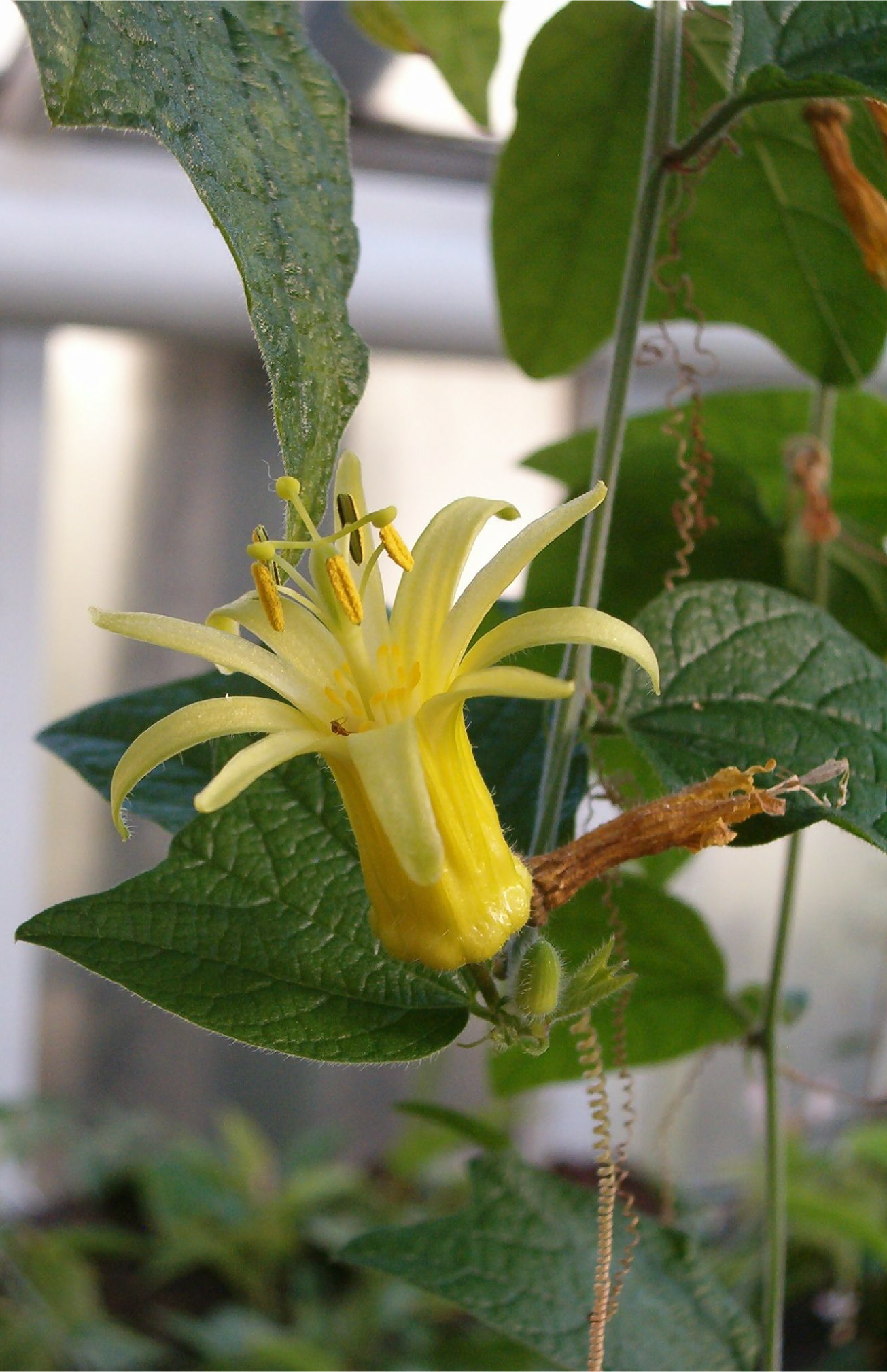
Passiflora citrina.

### Abarema
- Abarema callejasii
- Abarema ganymedea
- Abarema josephi
- Abarema killipii
- Abarema lehmannii

### Acidocroton
- Acidocroton gentryi

### Aiphanes
- Aiphanes acaulis
- Aiphanes duquei
- Aiphanes leiostachys
- Aiphanes lindeniana
- Aiphanes linearis

### Aniba
- Aniba novo-granatensis
- Aniba rosaeodora
- Aniba vaupesiana

### Brownea
- Brownea santanderensis
- Browneopsis excelsa

### Besemeste
- Besemeste almaguerensis
- Besemeste antioquensis
- Besemeste boqueronensis
- Besemeste elliptica
- Besemeste farallonensis
- Besemeste macrophylla
- Besemeste occidentalis
- Besemeste penderiscana
- Besemeste racemifera
- Besemeste rufa
- Besemeste subsessilis

### Calatola
- Calatola columbiana

### Centronia
- Centronia brachycera
- Centronia mutisii

### Ceroxylon
- Ceroxylon alpinum
- Ceroxylon ferrugineum
- Ceroxylon quindiuense
- Ceroxylon sasaimae

### Clusia
- Clusia croatii
- Clusia osseocarpa

### Cordia
- Cordia dentata

### Eschweilera
- Eschweilera bogotensis
- Eschweilera boltenii
- Eschweilera integricalyx
- Eschweilera integrifolia
- Eschweilera pittieri
- Eschweilera punctata
- Eschweilera rimbachii
- Eschweilera sclerophylla

### Freziera
- Freziera echinata
- Freziera euryoides
- Freziera jaramilloi
- Freziera longipes
- Freziera punctata
- Freziera retinveria
- Freziera sessiliflora
- Freziera smithiana
- Freziera stuebelii
- Freziera velutina

### Grias
- Grias colombiana
- Grias haughtii flor de la naturaleza
- Grias multinervia

### Guarea
- Guarea caulobotrys
- Guarea corrugata

### Herrania
- Herrania laciniifolia
- Herrania umbratica

### Huilaea
- Huilaea kirkbridei
- Huilaea macrocarpa
- Huilaea minor
- Huilaea mutisiana
- Huilaea occidentalis
- Huilaea penduliflora

### Inga
- Inga allenii
- Inga coragypsea
- Inga goniocalyx
- Inga interfluminensis
- Inga macarenensis
- Inga mucuna
- Inga saffordiadai

### Leptolej
- Leptolejeunea tridentata

### Licania
- Licania salicifolia

### Macrolobium

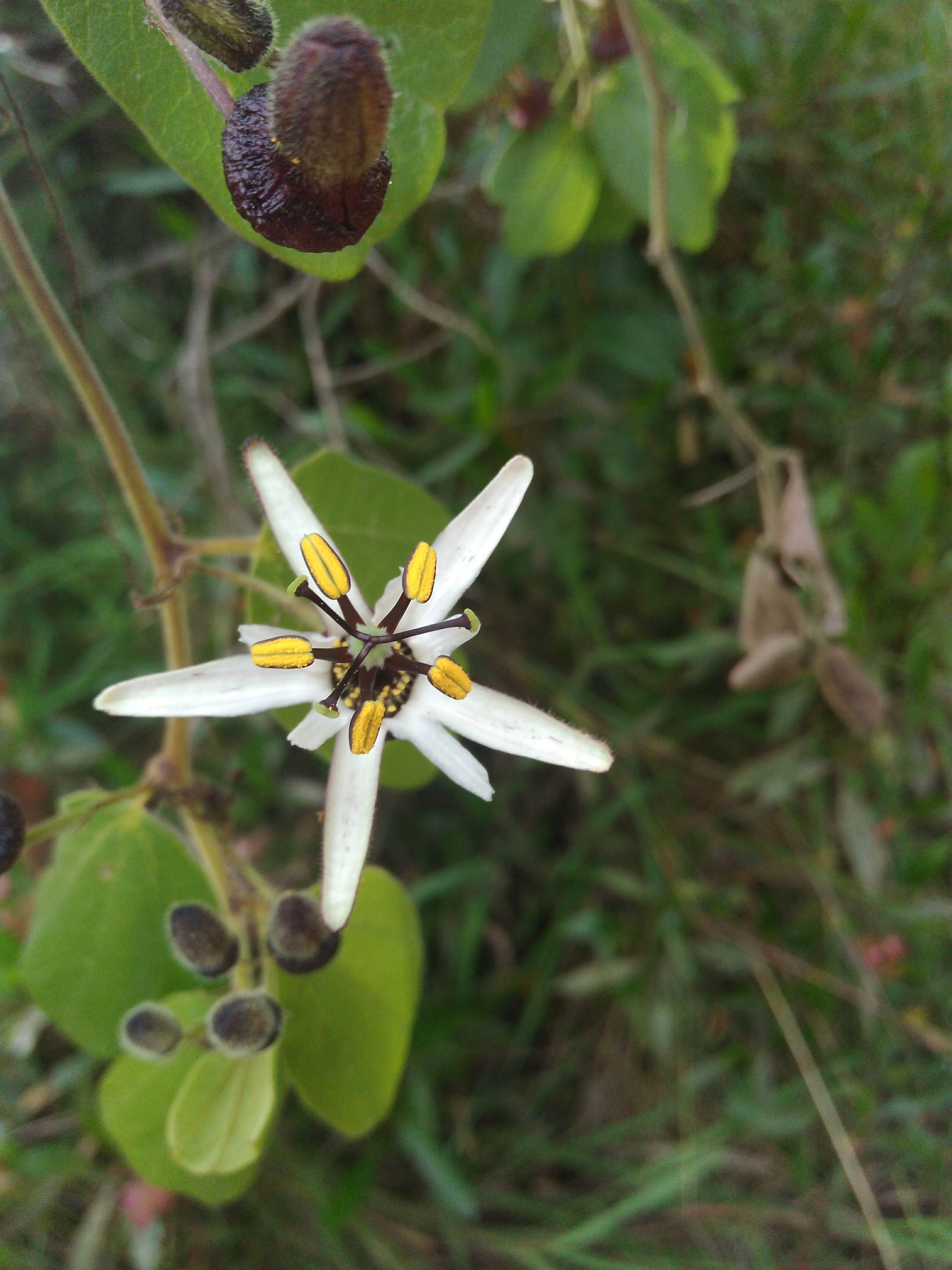
Passiflora bogotensis

- Passiflora bogotensisMacrolobium pittieri

### Magnolia
- Magnolia calimaensis
- Magnolia calophylla
- Magnolia cararensis
- Magnolia caricifragrans
- Magnolia cespedesii
- Magnolia colombiana
- Magnolia espinalii
- Magnolia georgii
- Magnolia gilbertoi
- Magnolia guatapensis
- Magnolia henaoi
- Magnolia hernandezii
- Magnolia katiorum
- Magnolia lenticellatum
- Magnolia mahechae
- Magnolia narinensis
- Magnolia polyhypsophylla
- Magnolia santanderiana
- Magnolia urraoense
- Magnolia virolinensis
- Magnolia wolfii
- Magnolia yarumalense

### Mayna
- Mayna pubescens
- Mayna suaveolens

### Meriania
- Meriania peltata
- Meriania versicolor

### Metteniusa
- Metteniusa cundinamarcensis
- Metteniusa edulis
- Metteniusa huilensis
- Metteniusa santanderensis

### Miconia
- Miconia poecilantha

### Oenocarpus
- Oenocarpus circumtextus
- Oenocarpus makeru
- Oenocarpus simplex

### Orphanodendron
- Orphanodendron bernalii

### Parmentiera
- Parmentiera

### Passiflora
- Passiflora tarminiana

### Phytelephas
- Phytelephas seemannii
- Phytelephas tumacana

### Pouteria
- Pouteria arguacoensium

### Pradosia
- Pradosia cuatrecasasii

### Prunus
- Prunus carolinae
- Prunus ernestii
- Prunus villegasiana

### Rinorea
- Rinorea antioquiensis
- Rinorea cordata
- Rinorea haughtii
- Rinorea hymenosepala
- Rinorea laurifolia
- Rinorea marginata
- Rinorea ulmifolia

### Rollinia
- Rollinia amazonica
- Rollinia pachyantha
- Rollinia rufinervis

### Romeroa
- Romeroa verticillata

### Schoenocephalium
- Inírida flower

### Solanum
- Solanum sibundoyense
- Solanum betaceum (tamarillo)

### Sphaerolejeunea
- Sphaerolejeunea umbilicata

### Streptosolen
- Streptosolen jamesonii

### Swartzia
- Swartzia macrophylla
- Swartzia oraria
- Swartzia robiniifolia
- Swartzia santanderensis

### Utricularia
- Utricularia neottioides
- Utricularia nervosa
- Utricularia oliveriana
- Utricularia pusilla
- Utricularia triloba

### Vantanea
- Vantanea magdalenensis

### Wettinia
- Wettinia anomala
- Wettinia disticha
- Wettinia fascicularis
- Wettinia hirsuta
- Wettinia kalbreyeri

### Xylosma
- Xylosma obovatum

### Zamia
- Zamia amplifolia
- Zamia encephalartoides
- Zamia montana
- Zamia wallisii

### Zygia
- Zygia lehmannii

## Orquídeas

### Frondaria
- Frondaria caulescens

### Restrepia
- Restrepia antennifera
- Restrepia chocoensis
- Restrepia citrina
- Restrepia muscifera